# Apricena
Apricena ist eine süditalienische Stadt mit 12.513 Einwohnern (Stand 31. Dezember 2023) in der Provinz Foggia und liegt in der Region Apulien.
Apricena liegt knapp dreißig Kilometer nördlich von Foggia. Die Nachbargemeinden sind Lesina, Poggio Imperiale, Rignano Garganico, San Marco in Lamis, San Paolo di Civitate, San Severo und San Nicandro Garganico.

## Geographische Lage
Apricena liegt am Gargano und reicht in eines der größten Flachlandgebiete Italiens. Der Ort wird durch eine Hochebene in zwei Teile aufgeteilt. Der ältere Teil liegt auf der Hochebene und besteht aus der Altstadt Apricenas, die um das Jagdschloss erbaut ist, sowie der Geschäftsstraße Via Roma, die zum Stadtpark und den ihn umgebenden Wohngebieten führt.
Im neueren, unteren Teil Apricenas liegen Stadtteile, die erst vor wenigen Jahrzehnten erbaut wurden, wie der Stadtteil der 167 oder der Cottonificio, in dessen Nähe sich die Hauptstraße Viale Papa Giovanni XXIII (Via della Madonna) der Stadt befindet. Diese nimmt ihren Anfang an der Kirche Chiesa della Madonna Incoronata – etwas außerhalb der Stadt gelegen – und reicht bis zu einer kleinen Parkanlage auf der Hochebene der Stadt, die von einer Statue des Heiligen Padre Pio geschmückt wird.

## Sehenswürdigkeiten
Wichtigstes Kulturdenkmal Apricenas ist das im Volksmund Tirriolo genannte Jagdschloss Friedrichs II. Es wurde zu dessen Regierungszeit erbaut; mit ihm beginnt die Geschichte der Stadt.

## Politik
Die Kommunalpolitik war über Jahrzehnte von der Italienischen Kommunistischen Partei bzw. ihrer Nachfolgerin PDS bzw. dem Bündnis L’Ulivo geprägt. Seit Mai 2014 ist Antonio Potenza von der Bürgerliste „Vereint für den Wechsel“ Bürgermeister.

## Wirtschaft
Apricena wird La cittá del marmo e della pietra (deutsch: Die Stadt des Marmors und des Steins) genannt und ist für die vielfältige Marmor- und Steinindustrie bekannt. Das Umland der Stadt wird vom Wein- und Olivenanbau geprägt.

## Verkehr

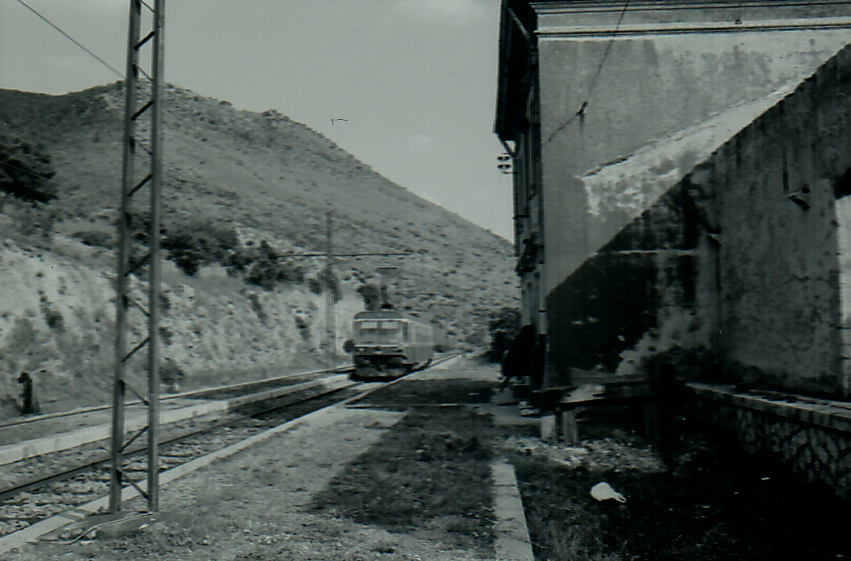
FG Stazione di Apricena Superiore (1987)

Der Bahnhof Apricena an der Bahnstrecke Ancona–Lecce etwa fünf Kilometer westlich der Stadt wird nicht mehr vom Personenverkehr bedient. Seit Juni 2016 bedienen alle Züge der Bahnstrecke San Severo–Peschici den neuen Bahnhof Apricena Città. Der über fünf Kilometer östlich hoch über der Stadt liegende Bahnhof Apricena superiore der Strecke nach Peschici wurde seit Jahrzehnten insbesondere nur noch für Zugkreuzungen genutzt. Von der Station aus bietet sich ein bemerkenswerter Ausblick auf die Stadt. Der in den 1980er Jahren stark verfallene Bahnhof wurde in den letzten Jahren vorbildlich renoviert und wird inzwischen privat genutzt. Seit dem 13. Juni 2016 ist die alte Bergstrecke mit dem Bahnhof Apricena superiore für den regelmäßigen Personenverkehr außer Betrieb.
Der Ort hat mit der Anschlussstelle San Severo Anschluss an die A14 Pescara–Foggia. Die Anschlussstelle ist etwa 15 km vom Apricena entfernt.